# Lîsîcea Balka, Katerînopil
Lîsîcea Balka (în ucraineană Лисича Балка) este o comună în raionul Katerînopil, regiunea Cerkasî, Ucraina, formată numai din satul de reședință.

## Demografie
Componența lingvistică a comunei Lîsîcea Balka
     Ucraineană (98,33%)
     Alte limbi (1,51%)
Conform recensământului din 2001, majoritatea populației comunei Lîsîcea Balka era vorbitoare de ucraineană (98,33%), existând în minoritate și vorbitori de alte limbi.